# Ektoplasma (paranormalt fenomen)

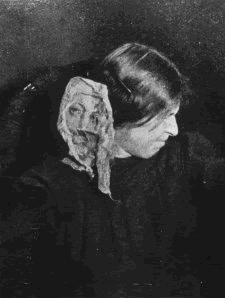
Det franska mediet Eva Carrière påstods kunna frammana ett ansikte av ektoplasma 1912

Ektoplasma påstås vara ett vanligen vitt eller grått gelatinliknande material som utsöndras från ett spiritistiskt mediums kropp under djup trans. Även om termen är utbredd inom populärkulturen, accepteras den fysiska existensen av ektoplasma inte av vetenskapen och många påstådda exempel har visats vara hoax utformade av gasbindor eller andra naturliga ämnen.
I spiritistiska kretsar menar man att ektoplasma är fysisk "tyngd" som skapas när andar och andra eteriska former materialiseras. Ektoplasman tar enligt spiritisterna form av ansikten och händer eller hela kroppar, vilka sägs ligga som ett skal över en närvarande ande. Mediets kropp och den materialiserade anden påstås under hela seansen vara sammanlänkade med en sträng av ektoplasma tills kroppen absorberar ämnet och materialiseringen upphör.
Parapsykologin använder ”ektoplasma” som en hypotetisk term för fast form av bioenergi i samband med psykokinesi (se PSI) och menar, till skillnad från spiritismen, att det inte är döda personers andar utan levande personers tankebilder som materialiseras.

## Kritik och avslöjanden
Ett av de mer kända exemplen på påstådd andematerialisering härstammar från fem seanser åren 1919–1921 av det polske mediet Franek Kluski från Warszawa. I skydd av mörker sägs han ha frammanat en ande som doppat sina händer i smält vax. Detta skulle sedan ha kylts av tills det stelnade. När ektoplasman därefter påstods försvinna tillbaka till Kluski kunde en gipsavgjutning göras av de påstådda andehänderna. Kluskis andematerialisering kunde vid tillfället inte motbevisas, men 1997 lyckades två italienska skeptiker ta fram en möjlig metod för att avgjuta sina egna händer med samma material som Kluski använt sig av.
Ektoplasma har aldrig kunnat påvisas i laboratorium. Vid vissa tillfällen har påstådd ektoplasma visat sig vara muslin eller flor.
Det svenska mediet Anders Åkesson ertappades i oktober 2010 då han vid en fysisk seans hävdade att en självlysande lerklump som han hade format efter sin hand skulle vara ektoplasma.